# Nepaloserica yeti
Nepaloserica yeti (лат.) — вид пластинчатоусых жуков рода Nepaloserica из подсемейства хрущей (Scarabaeidae). Эндемик Непала.

## Распространение
Гималаи, центральный Непал (Helambu und Rolwaling Himal), на высоте 3350 м (O. Nepal Bhakta B. / Chandam Bari).

## Описание
Пластинчатоусые жуки среднего размера (длина 11 мм). Тело удлинённо-овальное, красновато-коричневое. Передние голени с 2 зубцами. Гипомерон килеватый. Антенна 10-сегментная, булава самцов 7-сегментная, более или менее длинная, у самок булава усиков короткая и только 4-сегментная. Ноги длинные и стройные. От близких видов отличается следующими признаками: лаброклипеус прямоугольный; задние голени дорсально густо пунктированы; фаллобаза гениталий с высокой продольной пластинкой на вентральной стороне.